# 411
Вижте пояснителната страница за други значения на 411.